# Cracker Island (cançó)
«Cracker Island» és una cançó de la banda virtual de rock alternatiu Gorillaz amb la col·laboració del compositor, cantant i baixista estatunidenc Thundercat. Es va publicar el 22 de juny de 2022 com a primer senzill de l'àlbum homònim.
Malgrat no ser llançada fins a mitjans de 2022, Gorillaz ja va presentar la cançó durant la gira internacional de 2022 junt a quatre cançons més de l'àlbum: «New Gold», «Possession Island», «Silent Running» i «Skinny Ape».
Jamie Hewlett i Fx Goby van dirigir el videoclip amb els membres virtuals de la banda en l'hospital Los Angeles County Hospital de Los Angeles.

## Llista de cançons
| Núm.          | Títol                             | Durada |
| ------------- | --------------------------------- | ------ |
| 1.            | «Cracker Island» (amb Thundercat) | 3:33   |
| Durada total: | Durada total:                     | 3:33   |

## Crèdits
Gorillaz
- Damon Albarn – cantant, sintetitzadors
- Jamie Hewlett – artwork, disseny de personatges, direcció videoclip

Músics addicionals
- Thundercat – cantant, baix
- Greg Kurstin – sintetitzadors, bateria, teclats, percussió, enginyeria

Producció
- Samuel Egglenton – enginyeria
- Julian Burg – enginyeria
- Matt Tuggle – enginyeriag
- Mark "Spike" Stent – mescles
- Matt Wolach – assistència mescles
- Randy Merrill – masterització